# Bremsdorf

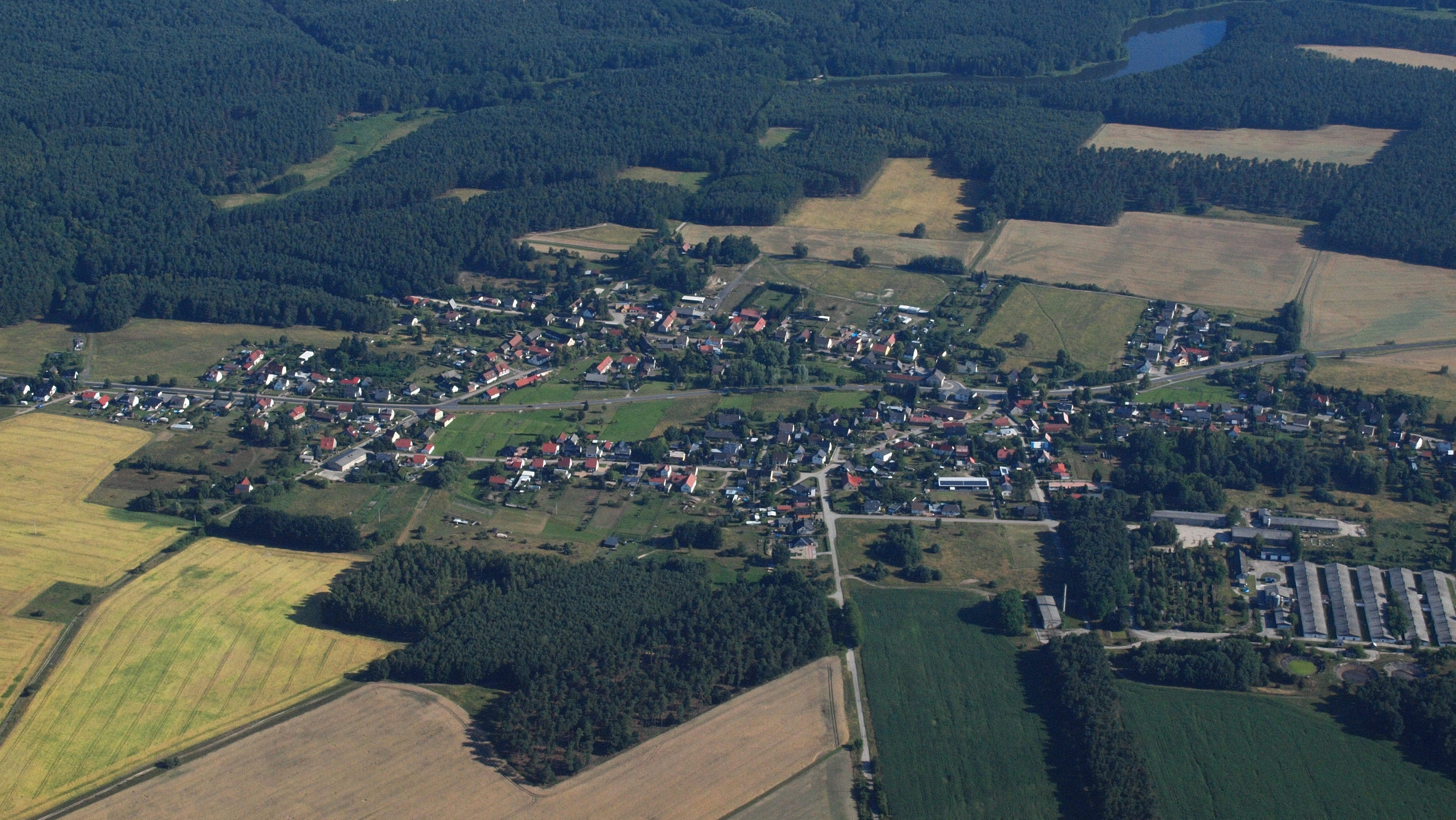
Luftbild von Bremsdorf

Bremsdorf (niedersorbisch Brěmjow) ist ein Ortsteil der amtsangehörigen Gemeinde Schlaubetal im Landkreis Oder-Spree in Brandenburg. Bis zur Zusammenlegung mit zwei anderen Gemeinden am 26. Oktober 2003 war Bremsdorf eine eigenständige Gemeinde.

## Lage
Bremsdorf liegt im Norden der Niederlausitz und im Naturpark Schlaubetal, etwa zehn Kilometer westlich von Eisenhüttenstadt und 20 Kilometer östlich der Kreisstadt Beeskow. Umliegende Ortschaften sind die zur Gemeinde Siehdichum gehörenden Ortsteile Schernsdorf im Norden und Rießen im Nordosten, Fünfeichen im Osten, Kieselwitz im Süden, der zur Stadt Friedland gehörende Ortsteil Chossewitz im Südwesten, der Ortsteil Dammendorf der Gemeinde Grunow-Dammendorf im Westen sowie Mixdorf im Nordwesten.
Auf der Gemarkung von Bremsdorf befinden sich Hammersee, der Treppelsee und der Große Treppelsee, die Schlaube bildet die Grenze zwischen Bremsdorf und Dammendorf. Nordöstlich des Ortes befindet sich ein weiterer, unbenannter See, der vom in Ost-West-Richtung durch die Gemarkung fließenden Planfließ gespeist wird. Westlich des Hauptortes Bremsdorf befindet sich der Wohnplatz Bremsdorfer Mühle.

## Geschichte
Der Ort Bremsdorf wurde erstmals im Jahr 1370 mit dem Namen Broemsdorff urkundlich erwähnt. Der aus dem altsorbischen stammende Ortsname bedeutet Ort eines Mannes mit dem Namen Bron. 1372 wurde der Ort als Bronnesdorff bezeichnet, 1673 hieß der Ort Bremßdorff. Das Dorf befand sich bereits zu seiner Ersterwähnung bis 1817 im Besitz des Klosters Neuzelle. Danach stand Bremsdorf unter der Verwaltung des Rentamtes Neuzelle. 1520 wurde in der Nähe von Bremsdorf eine Mahlmühle, die heutige Bremsdorfer Mühle, errichtet.
Die Topographisch-statistische Übersicht des Regierungsbezirks Frankfurt a. d. O. verzeichnet in Bremsdorf für das Jahr 1844 287 Einwohner in 44 Wohngebäuden. Der Ort verfügt über keine eigene Kirche, die Bewohner des Dorfes besuchten zu Gottesdiensten die Dorfkirche Fünfeichen. 1867 wurden im Dorf 341 Einwohner und 43 Gebäuden gezählt, die Siedlung Bremsdorfer Mühle hatte 19 Einwohner in drei Gebäuden.
Vor 1815 gehörte Bremsdorf zum Gubenischen Kreis. Als Ergebnis des Wiener Kongresses kam die Niederlausitz, die vorher zum Königreich Sachsen gehörte, an das Königreich Preußen. Danach wurde der historische Gubenische Kreis in Landkreis Guben umbenannt und Teil des Regierungsbezirks Frankfurt in der Provinz Brandenburg. Bremsdorf war ein Ort des Amtsbezirks Siehdichum. Am 1. Juli 1950 wurde der Landkreis Guben aufgelöst und die Gemeinde Bremsdorf kam zum Landkreis Frankfurt (Oder). Bei der Kreisneubildung in der DDR am 25. Juli 1952 Bremsdorf dem Kreis Eisenhüttenstadt-Land im Bezirk Frankfurt (Oder) zugeschlagen. Nach der Wende wurde der Kreis Eisenhüttenstadt-Land in Landkreis Eisenhüttenstadt umbenannt. Bei der Kreisreform am 6. Dezember 1993 wurde die Gemeinde Bremsdorf dem Landkreis Oder-Spree zugeordnet und dort vom Amt Schlaubetal verwaltet. Am 24. April 2002 genehmigte der Minister des Innern des Landes Brandenburg den Zusammenschluss der Gemeinden Bremsdorf, Fünfeichen und Kieselwitz zur neuen Gemeinde Schlaubetal, welcher am 26. Oktober 2003 wirksam wurde.

## Denkmale
Für Bremsdorf ist in der Denkmalliste des Landes Brandenburg ein Baudenkmal und sechs Bodendenkmale ausgewiesen:
- Die Bremsdorfer Mühle wurde 1520 errichtet. Das heutige Gebäude stammt aus dem 18. Jahrhundert. Zu DDR-Zeiten diente die Mühle zunächst zur Energieerzeugung, ab Mitte der 1960er-Jahre befand sich ein dem Gebäude eine Gaststätte der Handelsorganisation. Seit 2002 befindet sich in der Mühle eine Jugendherberge des Deutschen Jugendherbergswerks.

## Einwohnerentwicklung
| 1875 | 362 | 1939 | 398 | 1981 | 390 |
| 1890 | 351 | 1946 | 498 | 1985 | 399 |
| 1910 | 326 | 1950 | 487 | 1989 | 423 |
| 1925 | 362 | 1964 | 416 | 1995 | 397 |
| 1933 | 448 | 1971 | 389 | 2002 | 483 |

## Verkehr
Der öffentliche Personennahverkehr wird unter anderem durch den PlusBus des Verkehrsverbund Berlin-Brandenburg erbracht. Folgende Verbindung führt, betrieben von der Busverkehr Oder-Spree, durch Bremsdorf:
- Linie 400: Beeskow ↔ Grunow ↔ Schlaubetal ↔ Bremsdorf ↔ Fünfeichen ↔ Eisenhüttenstadt

Bremsdorf liegt an der Bundesstraße 246, die Beeskow und Eisenhüttenstadt verbindet.

## Persönlichkeiten
- Alwin Petersilie (1847–1916), Statistiker